# Laplace-Runge-Lenz-vector
In de mechanica is de Laplace-Runge-Lenz-vector (of afgekort de LRL-vector) een vector, die voornamelijk wordt gebruikt om de vorm en de oriëntatie van een baan van een astronomisch hemellichaam rondom een ander hemellichaam te beschrijven, bijvoorbeeld een planeet die om een ster draait. Voor twee lichamen die op elkaar inwerken door middel van de Newtoniaanse zwaartekracht, is de LRL-vector een bewegingsconstante, wat betekent dat de waarde die de bewegingsconstante aanneemt hetzelfde is, ongeacht waar in de baan de bewegingsconstante wordt berekend; op gelijkwaardige wijze zegt men dat de LRL-vector wordt behouden. Meer in het algemeen wordt de LRL-vector behouden in alle problemen waarbij twee lichamen wisselwerken door middel van een centrale kracht, die met het omgekeerde kwadraat van de afstand tussen de twee lichamen varieert; dergelijke problemen worden Kepler-problemen genoemd.
De Laplace-Runge-Lenz-vector is vernoemd naar Pierre-Simon Laplace, Carl Runge en Wilhelm Lenz. De vector staat ook wel bekend als de Laplace-vector, de Runge-Lenz-vector en de Lenz-vector. Ironisch genoeg heeft geen van deze drie wiskundigen de LRL-vector ontdekt. De LRL-vector is in de loop ter tijden meerdere malen herontdekt.

## Wiskundige definitie
Voor een enkel deeltje, waar een omgekeerd kwadratische centrale kracht op inwerkt, die wordt beschreven door de vergelijking 
{\displaystyle \mathbf {F} (r)=-{\frac {k}{r^{3}}}\mathbf {r} },
wordt de LRL-vector {\displaystyle \mathbf {A} } gedefinieerd door
{\displaystyle \mathbf {A} =\mathbf {p} \times \mathbf {L} -mk{\frac {\mathbf {r} }{|r|}}}
waar
- {\displaystyle m} de massa is van het puntdeeltje, dat zich onder de centrale kracht beweegt,
- {\displaystyle \mathbf {p} } zijn impulsvector is,
- {\displaystyle \mathbf {L} =\mathbf {r} \times \mathbf {p} } zijn impulsmomentvector is,
- {\displaystyle k} een parameter is die de sterkte van de centrale kracht beschrijft,
- {\displaystyle \mathbf {r} } de positievector van het deeltje is.

Aangezien de veronderstelde kracht conservatief is, is de totale energie {\displaystyle E} een bewegingsconstante
{\displaystyle E={\frac {p^{2}}{2m}}-{\frac {k}{r}}={\tfrac {1}{2}}mv^{2}-{\frac {k}{r}}}

## Geschiedenis van de herontdekking
De LRL-vector A is een bewegingsconstante van het belangrijke Kepler-probleem. De vector is nuttig in het beschrijven van astronomische banen, zoals de beweging van planeten. Toch is de vector nooit erg bekend geworden onder natuurkundigen, mogelijk omdat hij minder intuïtief is dan de begrippen impuls en impulsmoment. Bijgevolg is de LRL-vector in de afgelopen drie eeuwen meerdere malen zelfstandig herontdekt. Jakob Hermann was de eerste die in 1710 aantoonde dat A behouden blijft voor een speciaal geval van de omgekeerd kwadratische centrale kracht. Hij werkte haar verbinding met de excentriciteit van de baan ellips uit. Hermanns werk werd nog hetzelfde jaar door Johann Bernoulli naar zijn moderne vorm veralgemeend.
Aan het einde van de eeuw herontdekte Pierre-Simon de Laplace het behoud van de A. Hij leidde dit op analytische, niet op meetkundige wijze af. In het midden van de negentiende eeuw leidde William Rowan Hamilton de equivalente excentriciteitsvector af. Hij gebruikte deze om aan te tonen dat de impulsvector p voor beweging onder een omgekeerd-kwadratische centrale kracht langs een cirkel beweegt.
Aan het begin van de twintigste eeuw leidde Josiah Willard Gibbs dezelfde vector af door vectoranalyse.  Gibbs' afleiding werd door Carl Runge als een voorbeeld gebruikt in een populair Duits leerboek over vectoren, waarnaar door Wilhelm Lenz in zijn artikel over de (oude) kwantummechanische behandeling van het waterstofatoom werd verwezen. In 1926 werd de LRL-vector door Wolfgang Pauli gebruikt om het spectrum van waterstof af te leiden. Na Pauli's publicatie werd de vector vooral bekend als de Runge-Lenz-vector.

## Voetnoten
1. 1 2  (en)  Goldstein, H. (1980). Classical Mechanics, 2nd edition. Addison Wesley, 102–105,421–422.
2. ↑  (en)   Arnold, VI (1989). Mathematical Methods of Classical Mechanics, 2nd ed.. Springer-Verlag, New York, p. 38. ISBN 0-387-96890-3.
3. ↑  (fr)  Hermann, J (1710). Extrait d'une lettre de M. Herman à M. Bernoulli datée de Padoüe le 12. Juillet 1710. Histoire de l'academie royale des sciences (Paris) 1732: 519–521.
4. ↑  (fr)  Bernoulli, J (1710). Extrait de la Réponse de M. Bernoulli à M. Herman datée de Basle le 7. Octobre 1710. Histoire de l'academie royale des sciences (Paris) 1732: 521–544.
5. 1 2  (fr)   Laplace, PS (1799). Traité de mécanique celeste, Tome I, Premiere Partie,  Livre II, pp.165ff.
6. ↑  (de)   Runge, C (1919). Vektoranalysis. Hirzel, Leipzig, Volume I.
7. ↑  (de)  Lenz, W (1924). Über den Bewegungsverlauf und Quantenzustände der gestörten Keplerbewegung. Zeitschrift für Physik 24: 197–207. DOI: 10.1007/BF01327245.